# Čebovce
Čebovce (węg. Csáb) – wieś (obec) na Słowacji położona w kraju bańskobystrzyckim, w powiecie Veľký Krtíš. Pierwsze wzmianki o miejscowości pochodzą z 1330 roku.
Według danych z dnia 31 grudnia 2012 roku, wieś zamieszkiwały 1074 osoby, w tym 528 kobiet i 546 mężczyzn.
W 2001 roku rozkład populacji względem narodowości i przynależności etnicznej wyglądał następująco:
- Słowacy – 26,99%
- Czesi – 0,19%
- Węgrzy – 71,97%

Ze względu na wyznawaną religię struktura mieszkańców kształtowała się w 2001 roku następująco:
- Katolicy rzymscy – 95,17%
- Ewangelicy – 1,52%
- Ateiści – 1,8%
- Przedstawiciele innych wyznań – 0,09%
- Nie podano – 0,66%